# كارل غوتفريد هاوينسشيلد فون لايتنر
كارل غوتفريد هاوينسشيلد فون لايتنر (بالألمانية: Karl Gottfried von Leitner)‏ (و. 1800 – 1890 م) هو مؤلف، وكاتب نمساوي، ولد في غراتس، توفي في غراتس، عن عمر يناهز 90 عاماً.